# Europamästerskapet i handboll för damer 2004
Europamästerskapet i handboll för damer 2004 spelades i Békéscsaba, Budapest, Debrecen, Győr och Zalaegerszeg i Ungern mellan den 9 och 19 december 2004 och var den sjätte EM-turneringen som avgjordes för damer.
Norge blev europamästare efter finalseger mot Danmark med 27-25 medan Ungern tog bronset efter seger mot Ryssland med 29-25.

## Deltagande lag
| Grupp A  | Grupp B                | Grupp C  | Grupp D   |
| -------- | ---------------------- | -------- | --------- |
| Norge    | Kroatien               | Danmark  | Frankrike |
| Spanien  | Ryssland               | Rumänien | Ungern    |
| Tjeckien | Serbien och Montenegro | Sverige  | Belarus   |
| Ukraina  | Slovenien              | Tyskland | Österrike |

## Gruppspel

### Grupp A
Not: S = Spelade matcher, V = Vinster, O = Oavgjorda matcher, F = Förluster, GM = Gjorda mål, IM = Insläppta mål, MS = Målskillnad, P = Poäng
| Lag      | S | V | O | F | GM | IM | MS  | P |
| -------- | - | - | - | - | -- | -- | --- | - |
| Norge    | 3 | 3 | 0 | 0 | 83 | 71 | +12 | 6 |
| Ukraina  | 3 | 2 | 0 | 1 | 77 | 74 | +3  | 4 |
| Spanien  | 3 | 1 | 0 | 2 | 71 | 72 | −1  | 2 |
| Tjeckien | 3 | 0 | 0 | 3 | 60 | 74 | −14 | 0 |

| Datum       | Spelplats |          |          | Resultat | Typ av match |
| ----------- | --------- | -------- | -------- | -------- | ------------ |
| 9 december  | Debrecen  | Tjeckien | Spanien  | 18 – 19  | Gruppspel    |
| 9 december  | Debrecen  | Norge    | Ukraina  | 27 – 24  | Gruppspel    |
| 11 december | Debrecen  | Ukraina  | Tjeckien | 25 – 20  | Gruppspel    |
| 11 december | Debrecen  | Spanien  | Norge    | 25 – 26  | Gruppspel    |
| 12 december | Debrecen  | Ukraina  | Spanien  | 25 – 32  | Gruppspel    |
| 12 december | Debrecen  | Norge    | Tjeckien | 30 – 22  | Gruppspel    |

### Grupp B
Not: S = Spelade matcher, V = Vinster, O = Oavgjorda matcher, F = Förluster, GM = Gjorda mål, IM = Insläppta mål, MS = Målskillnad, P = Poäng
| Lag                    | S | V | O | F | GM | IM  | MS  | P |
| ---------------------- | - | - | - | - | -- | --- | --- | - |
| Slovenien              | 3 | 2 | 0 | 1 | 96 | 86  | +10 | 4 |
| Ryssland               | 3 | 2 | 0 | 1 | 95 | 82  | +13 | 4 |
| Serbien och Montenegro | 3 | 1 | 0 | 2 | 89 | 105 | −16 | 2 |
| Kroatien               | 3 | 1 | 0 | 2 | 82 | 89  | −7  | 2 |

| Inbördes möten avgör placering när två lag hamnar på samma poäng. |

| Datum       | Spelplats    |                        |                        | Resultat | Typ av match |
| ----------- | ------------ | ---------------------- | ---------------------- | -------- | ------------ |
| 9 december  | Zalaegerszeg | Ryssland               | Slovenien              | 30 – 31  | Gruppspel    |
| 9 december  | Zalaegerszeg | Serbien och Montenegro | Kroatien               | 34 – 30  | Gruppspel    |
| 11 december | Zalaegerszeg | Kroatien               | Ryssland               | 22 – 26  | Gruppspel    |
| 11 december | Zalaegerszeg | Slovenien              | Serbien och Montenegro | 36 – 26  | Gruppspel    |
| 12 december | Zalaegerszeg | Ryssland               | Serbien och Montenegro | 39 – 29  | Gruppspel    |
| 12 december | Zalaegerszeg | Slovenien              | Kroatien               | 29 – 30  | Gruppspel    |

### Grupp C
Not: S = Spelade matcher, V = Vinster, O = Oavgjorda matcher, F = Förluster, GM = Gjorda mål, IM = Insläppta mål, MS = Målskillnad, P = Poäng
| Lag      | S | V | O | F | GM | IM | MS  | P |
| -------- | - | - | - | - | -- | -- | --- | - |
| Danmark  | 3 | 2 | 0 | 1 | 75 | 70 | +5  | 4 |
| Tyskland | 3 | 2 | 0 | 1 | 75 | 73 | +2  | 4 |
| Rumänien | 3 | 2 | 0 | 1 | 81 | 75 | +6  | 4 |
| Sverige  | 3 | 0 | 0 | 3 | 68 | 81 | −13 | 0 |

| Inbördes möten avgör placering när tre lag hamnar på samma poäng. |

| Datum       | Spelplats  |          |          | Resultat | Typ av match |
| ----------- | ---------- | -------- | -------- | -------- | ------------ |
| 9 december  | Békéscsaba | Rumänien | Sverige  | 32 – 25  | Gruppspel    |
| 9 december  | Békéscsaba | Danmark  | Tyskland | 27 – 24  | Gruppspel    |
| 10 december | Békéscsaba | Tyskland | Rumänien | 26 – 24  | Gruppspel    |
| 10 december | Békéscsaba | Sverige  | Danmark  | 21 – 24  | Gruppspel    |
| 12 december | Békéscsaba | Danmark  | Rumänien | 24 – 25  | Gruppspel    |
| 12 december | Békéscsaba | Tyskland | Sverige  | 25 – 22  | Gruppspel    |

### Grupp D
Not: S = Spelade matcher, V = Vinster, O = Oavgjorda matcher, F = Förluster, GM = Gjorda mål, IM = Insläppta mål, MS = Målskillnad, P = Poäng
| Lag       | S | V | O | F | GM | IM | MS  | P |
| --------- | - | - | - | - | -- | -- | --- | - |
| Ungern    | 3 | 3 | 0 | 0 | 98 | 74 | +24 | 6 |
| Österrike | 3 | 2 | 0 | 1 | 91 | 84 | +7  | 4 |
| Frankrike | 3 | 1 | 0 | 2 | 81 | 95 | −14 | 2 |
| Belarus   | 3 | 0 | 0 | 3 | 70 | 87 | −17 | 0 |

| Datum       | Spelplats |             |             | Resultat | Typ av match |
| ----------- | --------- | ----------- | ----------- | -------- | ------------ |
| 9 december  | Győr      | Ungern      | Vitryssland | 32 – 22  | Gruppspel    |
| 9 december  | Győr      | Frankrike   | Österrike   | 29 – 36  | Gruppspel    |
| 10 december | Győr      | Österrike   | Ungern      | 29 – 34  | Gruppspel    |
| 10 december | Győr      | Vitryssland | Frankrike   | 27 – 29  | Gruppspel    |
| 12 december | Győr      | Frankrike   | Ungern      | 23 – 32  | Gruppspel    |
| 12 december | Győr      | Österrike   | Vitryssland | 26 – 21  | Gruppspel    |

## Mellanrundan

### Grupp 1
Not: S = Spelade matcher, V = Vinster, O = Oavgjorda matcher, F = Förluster, GM = Gjorda mål, IM = Insläppta mål, MS = Målskillnad, P = Poäng
| Lag                    | S | V | O | F | GM  | IM  | MS  | P  |
| ---------------------- | - | - | - | - | --- | --- | --- | -- |
| Norge                  | 5 | 5 | 0 | 0 | 158 | 115 | +43 | 10 |
| Ryssland               | 5 | 3 | 0 | 2 | 148 | 133 | +15 | 6  |
| Ukraina                | 5 | 3 | 0 | 2 | 124 | 127 | −3  | 6  |
| Spanien                | 5 | 2 | 0 | 3 | 138 | 138 | 0   | 4  |
| Slovenien              | 5 | 2 | 0 | 3 | 135 | 151 | −16 | 4  |
| Serbien och Montenegro | 5 | 0 | 0 | 5 | 131 | 170 | −39 | 0  |

| Inbördes möten avgör placering när två lag hamnar på samma poäng. |

| Datum       | Spelplats |         |                        | Resultat | Typ av match |
| ----------- | --------- | ------- | ---------------------- | -------- | ------------ |
| 14 december | Győr      | Spanien | Serbien och Montenegro | 32 – 29  | Mellanrundan |
| 14 december | Győr      | Ukraina | Slovenien              | 24 – 22  | Mellanrundan |
| 14 december | Győr      | Norge   | Ryssland               | 25 – 24  | Mellanrundan |
| 15 december | Győr      | Ukraina | Ryssland               | 24 – 28  | Mellanrundan |
| 15 december | Győr      | Spanien | Slovenien              | 30 – 28  | Mellanrundan |
| 15 december | Győr      | Norge   | Serbien och Montenegro | 39 – 24  | Mellanrundan |
| 16 december | Győr      | Spanien | Ryssland               | 24 – 27  | Mellanrundan |
| 16 december | Győr      | Ukraina | Serbien och Montenegro | 24 – 23  | Mellanrundan |
| 16 december | Győr      | Norge   | Slovenien              | 41 – 18  | Mellanrundan |

### Grupp 2
Not: S = Spelade matcher, V = Vinster, O = Oavgjorda matcher, F = Förluster, GM = Gjorda mål, IM = Insläppta mål, MS = Målskillnad, P = Poäng
| Lag       | S | V | O | F | GM  | IM  | MS  | P |
| --------- | - | - | - | - | --- | --- | --- | - |
| Danmark   | 5 | 4 | 0 | 1 | 122 | 114 | +8  | 8 |
| Ungern    | 5 | 4 | 0 | 1 | 146 | 126 | +20 | 8 |
| Tyskland  | 5 | 3 | 0 | 2 | 133 | 127 | +6  | 6 |
| Rumänien  | 5 | 3 | 0 | 2 | 137 | 134 | +3  | 6 |
| Österrike | 5 | 1 | 0 | 4 | 138 | 149 | −11 | 2 |
| Frankrike | 5 | 0 | 0 | 5 | 124 | 150 | −26 | 0 |

| Inbördes möten avgör placering när två lag hamnar på samma poäng. |

| Datum       | Spelplats |          |           | Resultat | Typ av match |
| ----------- | --------- | -------- | --------- | -------- | ------------ |
| 14 december | Debrecen  | Rumänien | Frankrike | 31 – 25  | Mellanrundan |
| 14 december | Debrecen  | Tyskland | Ungern    | 25 – 26  | Mellanrundan |
| 14 december | Debrecen  | Danmark  | Österrike | 25 – 22  | Mellanrundan |
| 15 december | Debrecen  | Tyskland | Österrike | 29 – 23  | Mellanrundan |
| 15 december | Debrecen  | Rumänien | Ungern    | 25 – 31  | Mellanrundan |
| 15 december | Debrecen  | Danmark  | Frankrike | 22 – 20  | Mellanrundan |
| 16 december | Debrecen  | Tyskland | Frankrike | 29 – 27  | Mellanrundan |
| 16 december | Debrecen  | Danmark  | Ungern    | 24 – 23  | Mellanrundan |
| 16 december | Debrecen  | Rumänien | Österrike | 32 – 28  | Mellanrundan |

## Placeringsmatcher

### Match om 7:e plats
| Lördag 18 december 2004 kl: 14:30 | Spanien | 28 – 37 | Rumänien | Budapest Publik: 2.500 Domare: Ehrmann & Künzig, GER |
| Lördag 18 december 2004 kl: 14:30 |         |         |          | Budapest Publik: 2.500 Domare: Ehrmann & Künzig, GER |

### Match om 5:e plats
| Söndag 19 december 2004 kl: 12:30 | Ukraina | 24 – 25 (Efter förlängning) | Tyskland | Budapest Publik: 3.000 Domare: Kékes & Kékes, HUN |
| Söndag 19 december 2004 kl: 12:30 |         |                             |          | Budapest Publik: 3.000 Domare: Kékes & Kékes, HUN |

## Slutspel

### Semifinaler
| Lördag 18 december 2004 kl: 17:00 | Norge | 44 – 29 | Ungern | Budapest Publik: 8.000 Domare: Rančík & Beno, SVK |
| Lördag 18 december 2004 kl: 17:00 |       |         |        | Budapest Publik: 8.000 Domare: Rančík & Beno, SVK |

| Lördag 18 december 2004 kl: 19:30 | Ryssland | 27 – 31 | Danmark | Budapest Publik: 3.000 Domare: Krstić & Ljubić, SLO |
| Lördag 18 december 2004 kl: 19:30 |          |         |         | Budapest Publik: 3.000 Domare: Krstić & Ljubić, SLO |

### Bronsmatch
| Söndag 19 december 2004 kl: 15:00 | Ungern | 29 – 25 | Ryssland | Budapest Publik: 10.000 Domare: Hansen & Pettersen, NOR |
| Söndag 19 december 2004 kl: 15:00 |        |         |          | Budapest Publik: 10.000 Domare: Hansen & Pettersen, NOR |

### Final
| Söndag 19 december 2004 kl: 17:30 | Norge | 27 – 25 (11–11) | Danmark | Budapest Publik: 10.000 Domare: Nachevski & Nachevski, MKD |
| Söndag 19 december 2004 kl: 17:30 |       |                 |         | Budapest Publik: 10.000 Domare: Nachevski & Nachevski, MKD |

| Europamästare: Norge (andra titeln) |

## Slutplaceringar
| 1  | Norge                  |
| 2  | Danmark                |
| 3  | Ungern                 |
| 4  | Ryssland               |
| 5  | Tyskland               |
| 6  | Ukraina                |
| 7  | Rumänien               |
| 8  | Spanien                |
| 9  | Slovenien              |
| 10 | Österrike              |
| 11 | Frankrike              |
| 12 | Serbien och Montenegro |
| 13 | Kroatien               |
| 14 | Sverige                |
| 15 | Tjeckien               |
| 16 | Belarus                |